# Neuillac
Neuillac là một xã trong tỉnh Charente-Maritime trong vùng Nouvelle-Aquitaine tây nam nước Pháp. Xã này nằm ở khu vực có độ cao trung bình 40 mét trên mực nước biển.

## Lịch sử dân số
| Năm  | Dân số |
| ---- | ------ |
| 1962 | 273    |
| 1968 | 302    |
| 1975 | 286    |
| 1982 | 237    |
| 1990 | 214    |
| 1999 | 258    |